# Armageddon - The Score
Armageddon è la colonna sonora strumentale dell'omonimo film, composta da Trevor Rabin.

## Tracce
1. Armageddon Suite – 5:22
2. Harry & Grace Make Peace – 1:43
3. AJ's Return – 4:27
4. Oil Rig – 1:59
5. Leaving – 2:31
6. Evacuation – 3:42
7. Harry Arrives at Nasa – 1:00
8. Back in Business – 1:37
9. Launch – 7:53
10. 5 Words – 1:39
11. Underwater Simulation – 2:10
12. Finding Grace – 1:05
13. Armadillo – 1:14
14. Short Straw – 3:47
15. Demands – 1:25
16. Death of MIR – 1:31
17. Armageddon Piano – 0:36
18. Long Distance Goodbye/Landing – 6:31

Durata totale: 50:12